# Le Chat botté 2
Pour les articles homonymes, voir Le Chat botté (homonymie).
Le Chat botté 2 ou Le Retour du Chat botté au Québec (ながぐつ三銃士, Nagagutsu sanjūshi) est un film d'animation japonais réalisé par Tomoharu Katsumata pour le studio Toei et sorti en 1972. C'est le second opus d'une trilogie.

## Fiche technique
- Producteur : Isamu Takahasi
- Réalisation : Tomoharu Katsumata
- Scénario : Hirokazu Fuse
- Direction artistique : Shigeyoshi Endô
- Direction animation : Yasuji Mori
- Musique : Seiichiro Uno
- Durée : 53 minutes
- Date de sortie :
  - Japon : 18 mars 1972[1] (Toei Manga Matsuri)

## Distribution

### Voix japonaises
- Susumu Ishikawa : Pero
- Toshiko Fujita : Pierre
- Rumi Sakakibara : Princesse Rose
- Asao Koike : Lucifer
- Kiiton Masuda : Roi
- Kenji Utsumi : Daniel
- Shun Yashiro : Lemon
- Kazuo Kumakura : Chef des souris
- Yōko Mizugaki : Petite Souris

### Voix françaises
- Jean Violette : Narrateur, roi Matou, le maire
- Philippe Bellay : Pedro
- Céline Monsarrat : Anne
- Lily Baron : Tante Amélie, les souris
- Jacques Thébault : le chef des souris
- Georges Berthomieu : le cocher, un méchant
- Jacques Berthier : le chef des méchants

### Voix québécoises
- André Montmorency : Ringo
- Nicole Fontaine : Annie
- Ève Gagnier : Jimmy, souris 1
- Ulric Guttinger : Le maire
- Luc Durand : Le chef des méchants
- Ronald France : Méchant 1
- Aubert Pallascio : Méchant 2
- Marc Bellier : Méchant 3, le chef des souris
- Arlette Saunders : Tante Jeanne
- Élizabeth Chouvalidzé : Souris 2
- Hubert Gagnon : Méchant 4
- Guy Nadon : Matou, chauffeur de la diligence
- Yves Massicotte : Roi matou

## Autour du film
C'est la suite de Le Chat botté et il est suivi de Le Chat botté 3 (1976).